# Marca de francobordo

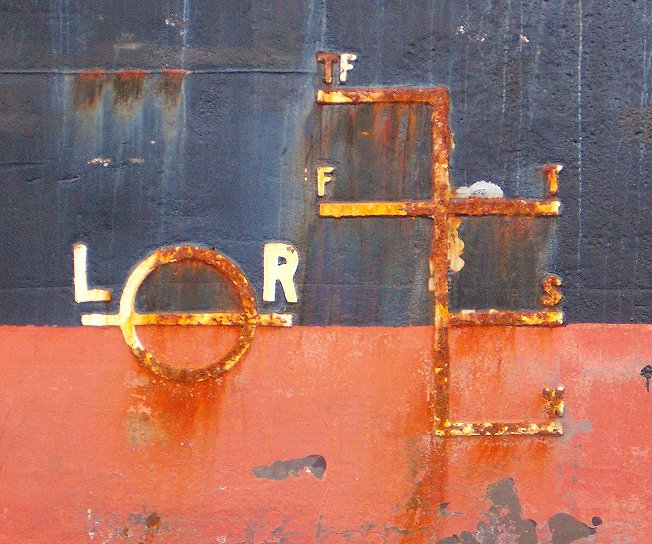
Fotografía de la marca de francobordo de un buque.

En náutica, la marca de francobordo (también disco Plimsoll o marca de Plimsoll) es una marca esquemática que han de llevar los buques pintada en su casco.

## Descripción
Está formada por un anillo de 300 milímetros (12 pulgadas) de diámetro exterior y 25 milímetros (1 pulgada) de ancho, cortado por una línea horizontal de 450 milímetros (18 pulgadas) de longitud y 25 milímetros (1 pulgada) de ancho, cuyo borde superior pasa por el centro del anillo. El centro del anillo debe colocarse en el centro del buque y a una distancia igual al francobordo mínimo de verano asignado, medida verticalmente por debajo del borde superior de la línea de cubierta.

Disco Plimsoll y peine de límites al francobordo.

Se aprecia en la figura  el peine con los diferentes límites de carga según la zona y la estación a navegar:
- TF Tropical Fresh, agual dulce zona tropical.
- F Fresh, agua dulce otras zonas.
- T Tropical salt, agua de mar zona tropical.
- S Summer, agua de mar en verano
- W Winter, agua de mar en invierno.
- WNA Winter North Atlantic, invierno en el Atlántico Norte

| País           | Entidad                               | Siglas |
| -------------- | ------------------------------------- | ------ |
| Francia        | Bureau Veritas                        | BV     |
| Reino Unido    | Lloyd's Register                      | LR     |
| Alemania       | Germanischer Lloyd                    | GL     |
| Noruega        | Det Norske Veritas                    | NV     |
| Estados Unidos | American Bureau of Shipping           | AB     |
| Italia         | Registro Italiano Navale              | RI     |
| India          | Indian Register of Shipping           | IR     |
| Japón          | Nippon Kaiji Kyokai                   | NK     |
| Rusia          | Russian Maritime Register of Shipping | RS     |

## Historia
Su nombre oficial es «marca de francobordo», y recibe los otros dos en honor del parlamentario británico Samuel Plimsoll, que impuso su uso en 1875. Sirve para fijar el máximo calado (mínimo francobordo) con el que puede navegar el buque en condiciones de seguridad.